# Коверские
Коверские (пол. Kowerski) — дворянский род, происходящий от Станислава Коверского, секретаря короля Александра.
Род Коверских был внесён в VI часть родословной книги Витебской губернии. Из этой семьи генерал-лейтенант Эдуард Аврелианович Коверский, знаменитый картограф.